# طهي عاصفة (فلم)
طهي عاصفة (بالصينية: 决战食神) هو فيلم كوميدي هونغ كونغي-صيني من إخراج رايموند ييب وبطولة نيكولاس تسي، جونغ يونغ هوا، جي يو وتيفاني تانغ. صدر في الصين في 10 فبراير 2017.

## شباك التذاكر
حقق الفيلم إيرادات إجمالية بلغت 121.911 مليون يوان صيني (18.04 مليون دولار أمريكي) في البر الرئيسي للصين. وفي الخارج، حقق الفيلم إيرادات بلغت 44,148 دولارًا أمريكيًا في أستراليا، و18,373 دولارًا أمريكيًا في المملكة المتحدة ونيوزيلندا وكوريا الجنوبية، بإجمالي عالمي قدره 18,102,521 دولارًا أمريكيًا.

## روابط خارجية
- مقالات تستعمل روابط فنية بلا صلة مع ويكي بيانات